# بشر بن السري
بشر بن السري بن الحارث بن عمير ، أبو عمرو ، البصري ، المكي ، نزيل مكة، أحد رواة الحديث وهو ثقة متقن ، وكان يسمى الأفوه لبلاغته وحسن مواعظه ، ابتلي برأي الجهمية، لكنه تاب منه ورجع عنه ، توفي سنة خمس أو ست وتسعين ومائة.

## روايته للحديث النبوي
- سَمِعَ: مسعر بن كدام ، وحماد بن سلمة ، وسفيان الثوري ، وزائدة بن قدامة ، ومالكا ، وطائفة.
- حَدَّثَ عَنْهُ: أحمد بن حنبل ، وعلي بن المديني ، وأبو حفص الفلاس، وجماعة سواهم.[4]

## أقوال العلماء فيه
الجرح والتعديل
- قال أبو أحمد بن عدي الجرجاني : له غرائب من الحديث عن الثوري ومسعر وغيرهما وهو حسن الحديث ممن يكتب حديثه ويقع في أحاديثه من النكرة لأنه يروي عن شيخ محتمل فأما هو في نفسه فلا بأس به.
- قال أبو جعفر العقيلي : في الحديث مستقيم.
- قال أبو حاتم الرازي : ثبت صالح.
- قال أبو محمد بن حزم الظاهري : طعن فيه برأي جهم، ثم قال: اعتذر وتاب.
- قال أحمد بن حنبل : كان يجيء إلينا فلا يكتب عنه وقال مرة: كان متقنا للحديث عجبا.
- قال أحمد بن صالح الجيلي : ثقة.
- قال ابن حجر العسقلاني : ثقة متقن طعن فيه برأي جهم ثم قال: اعتذر وتاب.
- قال الدارقطني : ثقة، ومرة: وجدوا عليه في أمر المذهب فحلف واعتذر إلى الحميدي في ذلك وهو في الحديث صدوق.
- قال الذهبي : ثقة.
- قال عبد الرحمن بن مهدي : وثقه.
- قال عبد الله بن الزبير الحميدي : جهمي لا يحل أن يكتب عنه.
- قال عمرو بن علي الفلاس : ثقة.
- قال محمد بن إسماعيل البخاري : كان صاحب خير صدوق، وكان صاحب مواعظ فلقب الأفوه.
- قال محمد بن سعد كاتب الواقدي : ثقة كثير الحديث.
- قال يحيى بن معين : ثقة.